# アンディ・パートリッジ
アンディ・パートリッジ（Andy Partridge、1953年11月11日 - ）は、イギリスのバンドXTCの創立からのメンバーで、ボーカル、ギターを主に担当。バンドのメイン・ソングライターでもある。マルタ生まれ。離婚歴1回。前妻マリアンヌとの間にホリー、ハリーの2人の子供がいる。紆余曲折を経て、現在はエリカ・ウェクスラーと婚約中。

## 人物
1953年、マルタ島のヴァレッタにてアンドリュー・ジョン・パートリッジ／ヴェラ・パートリッジ夫妻の間に生まれる。ちなみに誕生前、母ヴェラは生まれてくる子は女の子と信じ、ゲイルという名前まで考えていた。
1957年、両親の故郷であるイングランドのスウィンドンに移住。以後、現在までスウィンドンで暮らし、それを誇りにしている。
XTCは1977年にヴァージン・レコードからデビュー。1982年までの5年間の大半をライブ・ツアーに費やしたが、アンディのストレス性疾患（舞台恐怖症とされている。彼の前妻が彼の服用していたヴァリウムを捨ててしまったことが引き金になったとの説もある）により、ツアーの中止を余儀なくされる。以後、現在まで観客を前にしたライブは行われていないが、メディアでの収録などでは演奏を行っている。
アンディは、XTCの実質上のアート・ディレクターでもあり、XTCのレコード・CDのジャケット・デザインはアンディのイメージを基に作られている。XTCのベスト・アルバム『シングルズ・コレクション1977-1992 (Fossil Fuel the XTC Singles Collection 1977-1992)』（1996年）の初回限定版の「アンモナイトの化石のレリーフ」ジャケットは、イングランドでデザイン賞を取っている。
また、アンディは極度のマンガ・アニメ・マニア、おもちゃのコレクターとしても知られ、たびたびメディアで取り上げられることがある。

## ソロ活動
彼はXTCの活動に並行してソロ活動も行っている。1980年、Mr.Partridge名義でアルバム『テイク・アウェイ』を発表。XTCの既存の楽曲をダブ処理しつつポップスとして再構築した、当時としては先鋭的な作品だった（評論家の市川哲史はこの活動をのちのトーキング・ヘッズと対比し、「単純に本物を輸入したのとはわけが違う」「悪戦苦闘」と評価した）。ソロ活動では実験音楽・あるいは前衛音楽にアプローチすることが多く、ハロルド・バッド、ピーター・ブレグヴァド（元スラップ・ハッピー、ヘンリー・カウのギタリスト）と組み、数枚のアルバムを発表している。また、アンディはカナダを始め北米のファンジンにデモ音源を提供しているが、この結果、数多くのXTCのデモ音源がブートレグとして出回ることになってしまった。またバンドと所属レーベルの間の紛争の原因ともなった。その後、アンディはXTCの独自レーベル「Idea Record」を設立し、2枚のアルバムを発表し、落ち着きを取り戻すと、自らのレーベル「Ape House」を設立し、そのデモ音源をリマスターし、『ファジー・ウォーブル』シリーズ（全8作）としてアンディ・パートリッジ名義で発表した。タイトルは『時計じかけのオレンジ』中の主人公の台詞に由来している。
2015年には、日本のファン向けにウェブ上で日本語まじりの曲「Doumo Arigato Gozaimasu」を発表している。

## プロデュース業
アンディは今まで多くのアーティストに演奏、作曲やプロデュースで協力している。主な事例としてミッチ・フリードマン、ジョン・グリーヴス、ライラック・タイム、トーマス・ドルビー、スティーヴン・ダフィ、ジョーン・アーマトレイディング、マーティン・ニューウェル、デヴィッド・ヤズベック、ヴォイス・オブ・ザ・ビーハイヴ、坂本龍一、ムーンライダーズ、テリー・ホール、キャシー・デニスがある。
ムーンライダーズの鈴木慶一との親交は特に深く、アンディは彼らのアルバム『最後の晩餐』でMCを務め、その台詞が後年のアルバム『it's the moooonriders』のタイトルの元になった。また、当時、慶一の妻であった鈴木さえ子の才能を高く評価し、彼女の曲のアレンジとプロデュースを手掛けた。
数多くあるプロデュース活動の中で有名なエピソードは、イギリスのバンド、ブラーにまつわるもので、XTCファンの彼らたっての願いでアルバム『モダン・ライフ・イズ・ラビッシュ』のプロデューサーを務めたものの、徹底的なミキシングで音の密度を上げていくスタジオワークのため、制作途中でレコード会社から「バンドの音楽性と違いすぎる」という理由で解任され、新たなプロデューサー、スティーブン・ストリートの元でレコーディングを最初からやり直されてしまった。
アンディ・プロデュース版は長らくお蔵入りとなっていたが、2012年夏にリリースされたボックスセット『ブラー21』に「7 Days」「Coping」「Sunday Sleep (『モダン・ライフ・イズ・ラビッシュ』でのタイトルはSunday Sunday)」の3曲が収録された。

## ディスコグラフィ

### ソロ・アルバム
- 『ファジー・ウォーブル VOL.1』 - Fuzzy Warbles Volume 1 (2002年)
- 『ファジー・ウォーブル VOL.2』 - Fuzzy Warbles Volume 2 (2002年)
- 『ファジー・ウォーブル VOL.3』 - Fuzzy Warbles Volume 3 (2003年)
- 『ファジー・ウォーブル VOL.4』 - Fuzzy Warbles Volume 4 (2003年)
- 『ファジー・ウォーブル VOL.5』 - Fuzzy Warbles Volume 5 (2004年)
- 『ファジー・ウォーブル VOL.6』 - Fuzzy Warbles Volume 6 (2004年)
- Fuzzy Warbles Volume 7 (2006年)
- Fuzzy Warbles Volume 8 (2006年)
- The Official Fuzzy Warbles Collector's Album (2006年)
- Hinges (2006年)
- Powers (2010年) ※A.J. Partridge名義

### コラボレーション・アルバム
- 『テイク・アウェイ』 - Take Away / The Lure of Salvage (1980年) ※Mr. Partridge名義
- 『スルー・ザ・ヒル』 - Through the Hill (1993年) ※with ハロルド・バッド
- 『オルフェウス』 - Orpheus – The Lowdown (2003年) ※with ピーター・ブレグヴァド
- Monstrance (2007年) ※Monstrance名義
- Fine Wires Humming a New Song (2007年) ※EP、Monstrance名義
- Gonwards (2012年) ※with ピーター・ブレグヴァド
- Planet England (2019年) ※EP、with ロビン・ヒッチコック

### プロデュース・アルバム
- ピーター・ブレグヴァド : The Naked Shakespeare (1983年)
- 鈴木さえ子 : 『スタジオ・ロマンチスト』 - Studio Romantic (1987年)
- ザ・ミッション : 『グレインズ・オブ・サンド』 - Grains of Sand (1990年)
- ライラック・タイム : 『アンド・ラヴ・フォー・オール』 - & Love for All (1990年)
- マーティン・ニューウェル : 『ザ・グレーティスト・リビング・イングリッシュマン』 - The Greatest Living Englishman (1993年)